# Francesco Boccardi
Francesco Boccardi, noto anche con lo pseudonimo di Boccardino Giovane (Firenze, circa 1480 – Firenze, 1547), è stato un miniatore italiano.

## Biografia
Francesco Boccardi nacque a Firenze intorno al 1480.
Appartenne ad una nota famiglia di artisti e miniatori, tra i quali il padre Giovanni Boccardi, detto Boccardino Vecchio.
Francesco Boccardi si formò presso la bottega del padre, che fu il suo maestro, e con il quale collaborò nei corali di Montecassino.
Successivamente, nel 1528, collaborò con Matteo da Terranova a Perugia, oltre che con il padre per un pregevole officiolo della biblioteca Corsiniana di Roma, e per quattro corali per San Pietro di Perugia.
Per avendo seguito le lezioni del padre, lo stile di Francesco Boccardi si distinse quello paterno, dato che cercò di avvicinarsi alla grande arte pittorica del Cinquecento, invece il padre restò legato all'arte del XV secolo: Francesco evidenziò una maggiore concitazione delle forme, un più contrastato chiaroscuro e una maggiore presenza di elementi barocchi nelle figure.
Fu un artista molto attivo fino all'anno della sua morte, il 1547, avvenuta a Firenze.